# 141e méridien ouest
En géographie, le 141e méridien ouest est le méridien joignant les points de la surface de la Terre dont la longitude est égale à 141° ouest.

## Géographie

### Dimensions
Comme tous les autres méridiens, la longueur du 141e méridien correspond à une demi-circonférence terrestre, soit 20 003,932 km. Au niveau de l'équateur, il est distant du méridien de Greenwich de 15 696 km,.
Avec le 39e méridien est, il forme un grand cercle passant par les pôles géographiques terrestres.

### Régions traversées
En commençant par le pôle Nord et descendant vers le sud au pôle Sud, Le 141e méridien ouest passe par:
| Coordonnées           | Pays, territoire ou mer       | Notes |
| --------------------- | ----------------------------- | --- |
| 90° 00′ N, 141° 00′ O | Océan Arctique                | |
| 73° 40′ N, 141° 00′ O | Mer de Beaufort               | |
| 69° 39′ N, 141° 00′ O | Frontière États-Unis / Canada | Alaska / Yukon |
| 60° 19′ N, 141° 00′ O | États-Unis                    | Alaska (Ville et Banlieue de Yakutat Ville et Banlieue) |
| 59° 46′ N, 141° 00′ O | Océan Pacifique               | Passe juste à l'ouest de l'île Eiao, Polynésie française (à 8° 00′ S, 140° 43′ O) Passe juste à l'est de l'atoll Napuka, Polynésie française (à 14° 11′ S, 141° 10′ O) Passe juste à l'ouest de l'atoll Fangatau, Polynésie française (à 15° 49′ S, 140° 53′ O) Passe juste à l'ouest de l'atoll Amanu, Polynésie française (à 17° 51′ S, 140° 50′ O) |
| 18° 04′ S, 141° 00′ O | Polynésie française           | Atoll Hao |
| 18° 11′ S, 141° 00′ O | Océan Pacifique               | Passe juste à l'ouest de l'atoll Paraoa, Polynésie française (à 19° 07′ S, 140° 43′ O) Passe juste à l'est de l'atoll Manuhangi, Polynésie française (à 19° 12′ S, 141° 13′ O) |
| 60° 00′ S, 141° 00′ O | Océan Austral                 | |
| 75° 35′ S, 141° 00′ O | Antarctique                   | Liste des territoires non revendiqués |